# Уинбет
Уинбет е лицензиран организатор на хазартни игри, развиващ своята дейност чрез сайт за онлайн залози и игрални зали в цялата страна.
Букмейкърът е спонсор на футболните клубове ЦСКА (София), Локомотив (Пловдив), Ботев (Пловдив), Дунав (Русе), Ботев (Враца) и Етър (Велико Търново). Уинбет също така помага и на други спортни клубове в страната, сред които: волейбол (Левски София), борба (Ботев 93 (Враца) и Черноморец Бургас), кикбокс и муайтай (Победа). Освен това Уинбет е сред главните партньори на Българска Федерация по баскетбол, както и подпомага развитието на спортен център „Пулев“.

## История
През 2015 г. Уинбет стартира дейността си чрез дигитален портал за казино продукти, който за кратко време се позиционира на пазара като надежден и предпочитан доставчик на хазартни игри и спортни залози.
Компанията стартира партньорства с редица футболни клубове в България и представители на други спортове. В началото на 2018 г. Уинбет е сред основните спонсори на церемонията „Футболист на годината за 2017“ и тенис турнирът от сериите на ATP София Оупън.

## Дейност
Сайтът winbet.bg предоставя богата селекция от продукти, които задоволяват различните предпочитания на любителите на хазартни игри в няколко направления като: слот игри, Live Казино /Рулетка, Покер, Блекджек, Бакара/ и спортни залози на множество пазари, включително виртуални и eSports.
Повече от 10 години компанията развива верига игрални зали Уинбет, като към средата на 2020г. броят им надхвърля 40 в цялата страна. Брандът присъства и на международни пазари като Румъния, Сърбия, Хърватия и Беларус. Компанията развива също и спортни барове.

## Лицензи
Уинбет онлайн е регистрирана търговска марка на „Уинбет Онлайн“ ЕООД, чиято дейност като организатор на хазартни игри онлайн подлежи на регулация от Държавната комисия по хазарта и е лицензирана съгласно Закона за хазарта със следните лицензи:
- Удостоверение № 000030-16367 от 27.12.2019 г., отразяващо актуалното състояние на лиценз за организиране на игри в игрално казино, издаден с Решение № 000030-6257 от 29.06.2015 г. на ДКХ
- Удостоверение № 000030-823 от 24.01.2018 г., отразяващо актуалното състояние на лиценз за организиране на залагания върху резултати от спортни състезания и надбягвания с коне и кучета, издаден с Решение № 00030-8099 от 22.07.2016 г. на ДКХ
- Удостоверение № 000030-822 от 24.01.2018 г., отразяващо актуалното състояние на лиценз за организиране на залагания върху случайни събития и залагания, свързани с познаване на факти, издаден с Решение № 000030-11140 от 29.09.2017 г. на ДКХ